# Фаравахар
Фараваха́р (перс.  فروهر‎ — faravahar, др.-перс.  فـروتی  — fravati, авест. 𐬟𐬭𐬀𐬎𐬎𐬀𐬴𐬌 — fravaši) — главный символ зороастризма, изображающий Фраваши. Изначально представлял собой «окрылённое солнце» (символ власти и божественного происхождения), к которому позже был добавлен человеческий образ. В современном зороастризме фаравахар осмысливается как проводник человеческой души на её жизненном пути к единению с Ахура-Маздой. Этот религиозно-культурный символ при династии Пехлеви трактовался как символ иранской идентичности.

## Галерея
- Рельеф Фаравахара в Персеполе.
- Рельеф стены Ашшура в крылатом диске, ок. 865-850 гг. до н. э.
- Персеполь, Иран.
- Фаравахар, изображённый в Бехистунской надписи
- Музей зороастрийцев, Керман
- Национальный банк Ирана (1946 г.) с изображением Фаравахара.
- Фаравахар, вырезанный в камне в Персеполе.
- Значок Фаравахара в верхней части Суэцких надписей Дария Великого
- Фаравахар на воротах зороастрийского храма, Иран.
- Символ Фаравахара на храме огня в Йезде